# Katharina Heise
Pour les articles homonymes, voir Heise.
Katharina Heise, née le 3 mai 1891 à Groß Salze (aujourd'hui Bad Salzelmen, partie de la commune de Schönebeck (Elbe) en province de Saxe) et morte le 5 octobre 1964 à Halle, est une sculptrice et peintre allemande. Elle a emprunté le pseudonyme de Karl Luis Heinrich-Salze.

## Biographie
Katharina Heise naît de Louise (née Heinrich) et Otto Heise. Après l'école, elle suit une formation en comptabilité, dactylographie et sténographie, mais, après une visite au musée Kaiser Friedrich de Magdebourg, elle rentre à l'Ecole d'arts appliqués dans la même ville.
En 1913, elle part avec sa sœur Annemarie Heise, également artiste, pour un voyage d'étude à Paris. Là, elle fréquente les écoles d'art La Palette, l'Académie Ranson et l'Académie de la Grande Chaumière.
En 1914 elles retournent en Allemagne avec l'intention de repartir ensuite à Paris, mais l'éclatement de la Première Guerre mondiale les en empêche. Katharina Heise s'installe à Berlin dans le bâtiment où se trouve le lieu de travail de Käthe Kollwitz. Elle se rapproche de cette dernière et reprend ensuite son atelier quand elle part. L'artiste publie ses premières gravures dans la revue littéraire, artistique et politique Die Aktion. C'est à cette occasion qu'elle commence à utiliser le pseudonyme masculin « Karl Luis Heinrich-Salze » pour pouvoir s'imposer dans le monde artistique hostile aux femmes. Elle le choisit à partir du nom de naissance de sa mère et de sa ville d'origine. Elle l'abandonne finalement au début des années 1930.
En 1918, à l'occasion du centième anniversaire de Karl Marx, elle en réalise le portrait en xylogravure pour la une de Die Aktion.
Parallèlement à son art, elle s'implique dans des associations, notamment l'Association d'artistes de Magdebourg Die Kugel et la Frauenkunstverein de Berlin. Elle s'engage également politiquement à gauche : en plus de ses oeuvres pour Die Aktion, elle en réalise aussi pour le journal Widerstand.
Dès 1933, le régime nazi considère ses œuvres comme de l'art dégénéré. Elle se retrouve exclue de la vie publique. En 1942, son domicile à Berlin est détruit par les bombardements alliés, elle perd ainsi une grande partie de sa production.
Après la Seconde Guerre mondiale, Katharina Heise revient à Schönebeck pour continuer son activité, elle réalise des sculptures généralement petites sur des thèmes chrétiens. Elle anime dans sa ville un groupe d'artistes (de) auquel participent Hans Oldenburger, Werner Tübke, Christof Grüger ou encore Ewald Blankenburg.
Elle meurt en 1964 dans un hôpital à Halle.